# 寒风一叶
《寒风一叶》（英語：A Leaf in the Bitter Wind）是Ting-Xing Ye的中国生活回忆录，从她在上海出生到1987年逃到加拿大。1997年出版。

## 评价
Barrie Examiner将其描述为“令人着迷但令人恐怖”，而Cityview的一个评论称其为“精致的草根历史的引人入胜的著作，或是一个女人胜过野蛮的简单故事”。  帕特里克·卡瓦纳（Patrick Kavanagh）称，“叶婷婷以如此生动的意象和如此动人的动力讲述她的故事，故事情节就像精彩的小说”。 